# Asus ROG Ally
Asus ROG Ally — це портативний ігровий комп'ютер, розроблений і виготовлений компанією Asus під брендом Republic of Gamers. Випущений 13 червня 2023 року, пристрій конкурує з Steam Deck від Valve. ROG Ally працює під управлінням операційної системи Windows 11 і використовує процесор AMD Zen 4. Окрім портативного використання, ROG Ally можна підключити до телевізора або монітора через док-станцію і використовувати як настільний комп'ютер або домашню ігрову приставку.

## Історія
Компанія Asus почала розробляти портативний ігровий комп'ютер у 2018 році, щоб конкурувати з такими портативними комп'ютерами, як GPD Win 2. Протягом наступних кількох років розробка сповільнилася, але прискорилася після того, як у 2021 році Valve анонсувала Steam Deck, що швидко призвело до відновлення інтересу громадськості до портативних ігрових комп'ютерів. Пристрій був анонсований 1 квітня 2023 року, що змусило багатьох вважати його першоквітневим розіграшем, але через три дні Asus пояснила його легітимність. Asus розкрила дату виходу, технічні характеристики та ціну ROG Ally 11 червня 2023 року. Було анонсовано дві моделі: одна за ціною $599 і з процесором Ryzen Z1, а інша — за ціною $699 і з процесором Ryzen Z1 Extreme. Остання була випущена 13 червня 2023 року, а перша буде випущена в третьому кварталі 2023 року.

## Апаратне забезпечення
ROG Ally використовує процесор AMD APU, заснований на архітектурі AMD Zen 4 і RDNA 3. Було випущено дві різні моделі ROG Ally: одна з процесором Ryzen Z1, а інша — Ryzen Z1 Extreme. Процесор Z1 має шість ядер/дванадцять потоків, а графічний процесор Z1 працює на чотирьох обчислювальних блоках із загальною оціночною продуктивністю 2,8 TFLOPS. Процесор Z1 Extreme працює на базі восьмиядерного/шістнадцятипотокового блоку, а його графічний процесор — на базі дванадцяти обчислювальних блоків з оціночною продуктивністю 8,29 TFLOPS. Обидва процесори використовують змінні тактові частоти: Z1 працює в діапазоні від 3,2 до 4,9 ГГц, а Z1 Extreme — від 3,3 до 5,1 ГГц.
Основний блок Ally призначений для портативного використання. Він оснащений 7-дюймовим сенсорним РК-дисплеєм з роздільною здатністю 1080p і змінною частотою оновлення до 120 Гц. Елементи керування нагадують елементи керування бездротового контролера Xbox, включаючи два великі стики, клавішу керування, кнопки A/B/X/Y, дві плечові кнопки з кожного боку та дві конфігуровані кнопки на задній панелі пристрою.

## Програмне забезпечення
ROG Ally постачається з Windows 11 Home, інтегрованою з програмним забезпеченням Armoury Crate SE, розробленим компанією Asus. Armoury Crate дозволяє користувачеві швидко налаштувати TDP за допомогою декількох попередньо налаштованих пресетів, а також змінити частоту оновлення, роздільну здатність екрана, обмежити частоту кадрів і налаштувати тактову частоту. Armoury Crate також виконує функцію запуску ігор, автоматично компілюючи бібліотеку ігор користувача зі сторонніх лаунчерів, таких як Steam та Epic Games Store. Хоча Windows 11 покращила підтримку сенсорних екранів, деякі взаємодії можна здійснювати лише за допомогою курсору миші. Через це Armoury Crate дозволяє користувачам емуляцію миші за допомогою лівого джойстика.
ROG Ally також постачається з шестимісячною підпискою на Xbox Game Pass, сервіс підписки на відеоігри від Microsoft.

## Сприйняття
Початкова реакція на ROG Ally була неоднозначною. Тоні Поланко з Tom's Guide описав його як «солідний, але недосконалий» пристрій, похваливши його дисплей і ергономіку, але розкритикувавши продуктивність і час автономної роботи. На противагу відгуку Поланко, Шон Холлістер з The Verge похвалив продуктивність пристрою, але розкритикував вибір Asus Windows 11 як операційної системи , назвавши Windows «значною мірою чужою» для портативного форм-фактору. У статті для Eurogamer Річард Лідбеттер написав: «Різні проблеми створюють враження, що ROG Ally ще не до кінця готовий, тоді як основа Windows цілком може бути обмежувальним фактором, який, можливо, ніколи не буде подоланий».
Критика, висвітлена в численних оглядах, стосується часу автономної роботи. Холлістер повідомив про 53 хвилини роботи від батареї в грі «The Last of Us Part I» на профілі TDP 25 Вт, тоді як Кевін Парді з Ars Technica виміряв час роботи 88 хвилин в грі «Відьмак 3: Дикий гін» на профілі 15 Вт. У статті для Windows Central Ребекка Спір назвала час автономної роботи «доволі жахливим», хоча Анірон Коупмен з Tech Advisor зазначив, що швидка 65-ватна зарядка пристрою компенсує його низький час автономної роботи.

## Виноски
1. ↑  Zen 4 з 4-нм техпроцесом, 6 ядер/12 потоків, 22 МБ кеш-пам'яті, розгін до 4,90 ГГц) за ціною US$599 model
2. ↑  Zen 4 з 4-нм техпроцесом, 8 ядер/16 потоків, 24 МБ кеш-пам'яті, розгін до 5,10 ГГц)US$699 model